# Texaco Star Theatre
Texaco Star Theatre foi um programa de televisão estadunidense lançado em 1948 pela NBC, apresentado por Milton Berle.

## História
O Texaco Star Theatre foi um programa originado quase que integralmente da rádio. Entre 1940 e 1944, uma versão do programa foi apresentada por Fred Allen, sendo posteriormente seguida por uma série de rádio na ABC (antiga NBC Blue).
Na televisão, Milton Berle passou a apresentar o programa pela rede NBC. Inicialmente, o show era patrocinado pela empresa de petróleo Texaco. Em 1953, a fabricante de automóveis Buick tornou-se patrocinadora do programa, o que resultou na alteração do título para The Buick Berle Show. Dois anos depois, o programa passou a se chamar simplesmente The Milton Berle Show, título que permaneceu até seu fim, em junho de 1956.
Muitas celebridades passaram pelo palco do Texaco Star Theatre, entre elas Carmen Miranda, Frank Sinatra e Elvis Presley.